# Леб'яже (Красногорський район)
Леб'я́же (рос. Лебяжье) — село у складі Красногорського району Алтайського краю, Росія. Входить до складу Соусканіхинської сільської ради.

## Населення
Населення — 290 осіб (2010; 330 у 2002).
Національний склад (станом на 2002 рік):
- росіяни — 98 %